# Sidônio Apolinário
Caio Sólio Sidônio Apolinário (em latim Gaius Sollius Sidonius Apollinaris; Lugduno, c. 430 - Clermont-Ferrand c. 486), poeta, alto funcionário do Império Romano, bispo e santo da Igreja Católica, foi "o autor individual sobrevivente mais importante da Gália do quinto século". A amplitude de seus conhecimentos o tornaram centro da vida pública de sua época.
Era de ascendência nobre, com pai e avô cristãos e prefeitos do pretório da Gália. Casou-se por volta de 452 com Papianilla, filha de Ávito, que era então cônsul e depois foi proclamado imperador romano do Ocidente em 455, que ergueu no Fórum de Trajano uma estátua de seu genro e deu-lhe o título de conde. Em 457, caiu nas mão de Majoriano, que havia privado Ávito do império e tomado a cidade de Lyon. A reputação de seu conhecimento levou Majoriano a tratá-lo com imenso respeito. Em troca, Apolinário compôs um panegírico em sua honra (que ele havia feito previamente para Ávito). Em 467, o imperador Antêmio o recompensou pelo panegírico que ele havia escrito em sua honra elevando-o ao posto de prefeito urbano de Roma, e em seguida à dignidade de patrício e senador.
Em 472, mais por sua habilidades políticas que teológicas, ele foi escolhido para suceder Epárquio no bispado de Arverni (Clermont-Ferrand). A maior parte dos ocupantes desse posto (inclusive ele) foram feitos santos da Igreja Católica Romana, inclusive seu recente predecessor, São Namácio (bispo 446-462), que iniciou as fundações de uma catedral adequada. Sua festa litúrgica é celebrada no dia 21 de agosto.